# 埼玉県道72号秩父荒川線

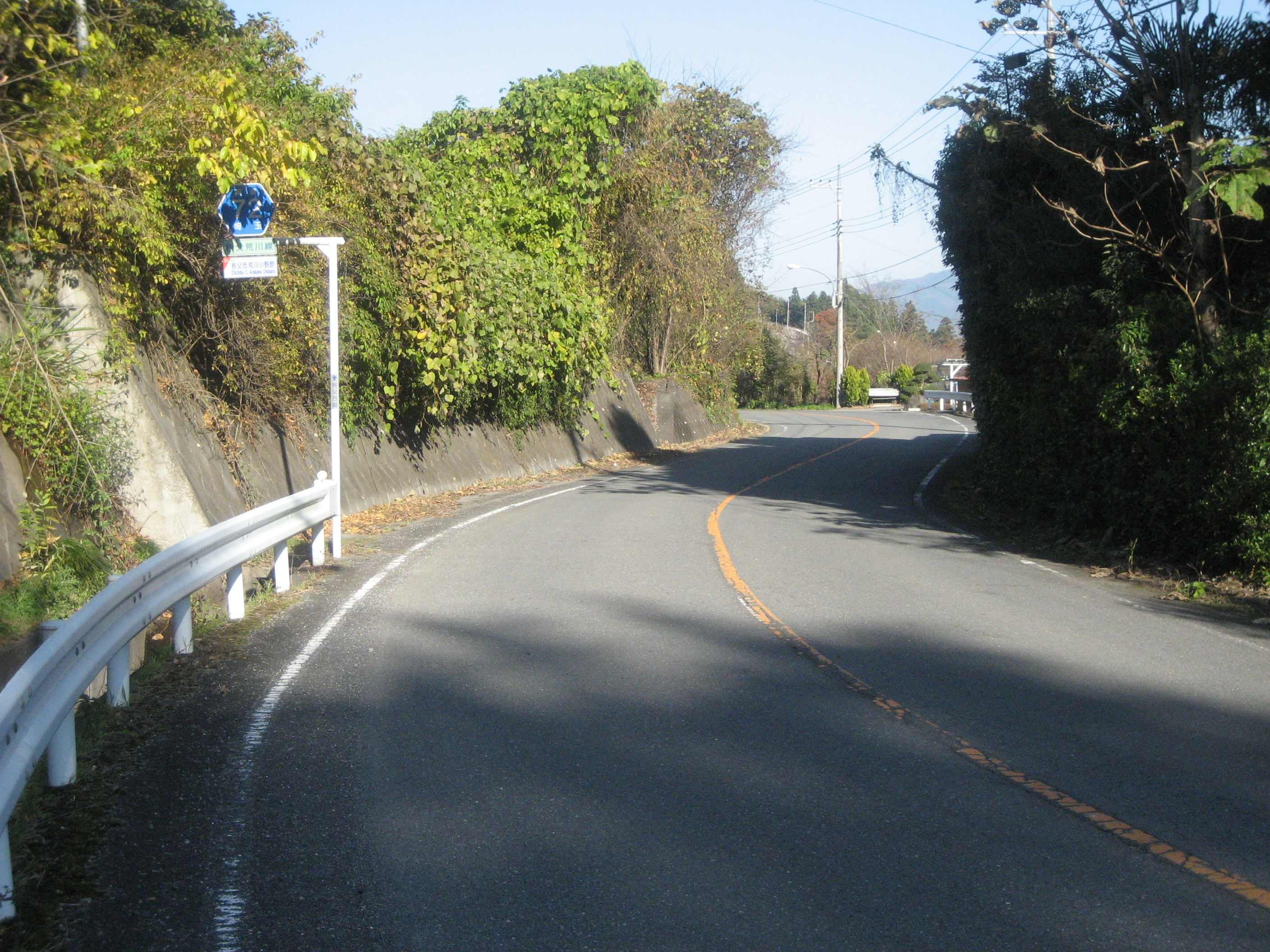
秩父市荒川小野原付近

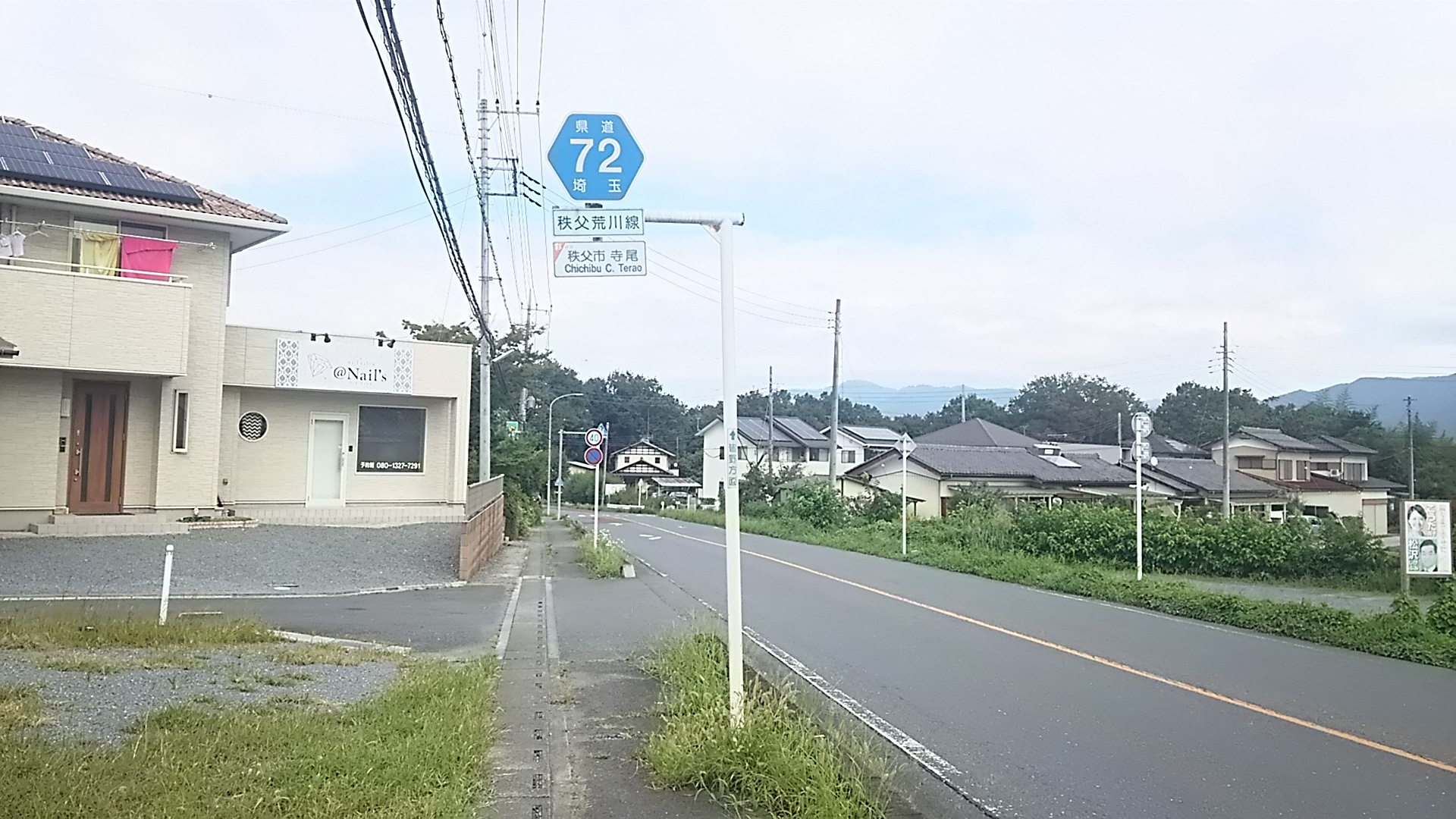
秩父市寺尾付近

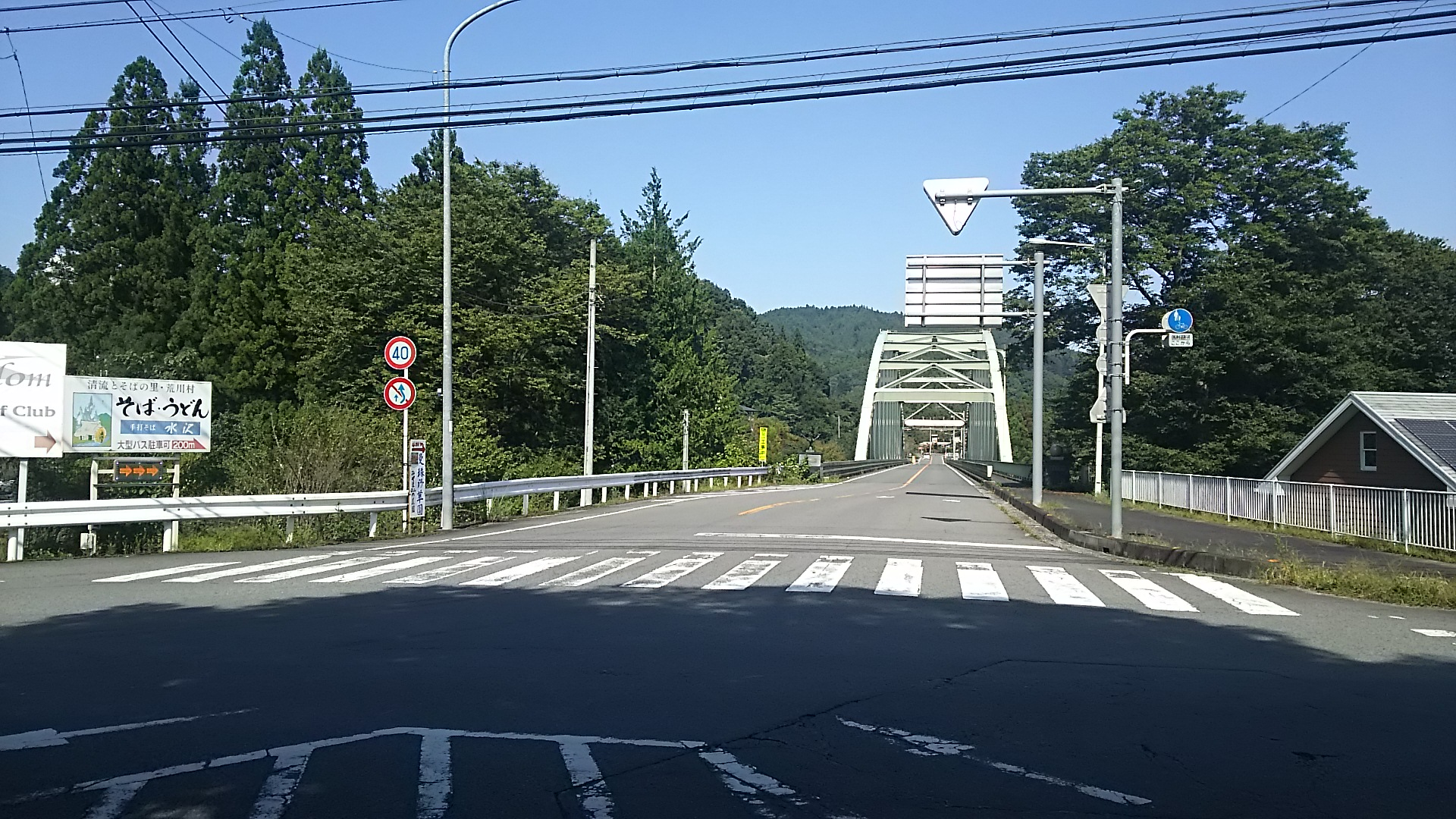
秩父市荒川日野付近

埼玉県道72号秩父荒川線（さいたまけんどう72ごう ちちぶあらかわせん）は、埼玉県秩父市内に設定されている主要地方道である。

## 起点・終点
- 起点：埼玉県秩父市（国道299号交点）
- 終点：埼玉県秩父市荒川日野（国道140号交点）
- 距離：11,043m

## 地理

### 通過する自治体
- 埼玉県
  - 秩父市

### 交差する道路
| 交差する道路                      | 交差点名               | 所在地   | 所在地 |
| --------------------------------- | ---------------------- | -------- | ------ |
| 国道299号                         | 尾田蒔                 | 秩父市   | 寺尾   |
| 埼玉県道208号秩父停車場秩父公園線 | 秩父ミューズパーク北口 |          | 寺尾   |
| 埼玉県道209号小鹿野影森停車場線   | 巴川橋                 | 久那     |        |
| 国道140号                         |                        | 荒川日野 |        |

### 交差する河川
- 荒川（日野鷺橋）

### 沿線の主な施設
- 秩父市役所尾田蒔出張所
- 秩父尾田蒔郵便局
- 秩父市立尾田蒔中学校
- 秩父市立尾田蒔小学校
- 観音寺（秩父札所21番）
- 童子堂（秩父札所22番）
- 大日堂
- 音楽寺（秩父札所23番）
- 秩父ミューズパーク
- 秩父バーベキューセンター
- 別所運動公園
- 法泉寺（秩父札所24番）
- 巴川温泉
- 久昌寺（秩父札所25番）
- 葛城神社
- 諏訪神社
- キングダムゴルフクラブ
- 秩父市役所久那出張所
- 秩父市立久那小学校
- 秩父市立尾田蒔中学校
- 武州日野駅